# Петторацца-Гримані
Петторацца-Гримані, Петторацца-Ґримані (італ. Pettorazza Grimani, вен. Petorasa Grimani) — муніципалітет в Італії, у регіоні Венето, провінція Ровіго.
Петторацца-Гримані розташована на відстані близько 370 км на північ від Рима, 45 км на південний захід від Венеції, 23 км на схід від Ровіго.
Населення — 1607 осіб (2014).

## Демографія
Населення за роками:

Станом на 1 січня 2023 року в муніципалітеті офіційно проживали 53 іноземці з 11 країн, серед них 14 громадян країн Євросоюзу та 2 громадяни України.

## Сусідні муніципалітети
- Адрія
- Каварцере
- Сан-Мартіно-ді-Венецце